# Johann Baptist Fritsche
Johann Baptist Fritsche (Appenzell, 14 maart 1925 – Appenzell, 28 februari 2018) was een Zwitsers politicus.

## Loopbaan
Johann Baptist Fritsche bezocht van 1939 tot 1946 het College van Appenzell en studeerde daarna voor dierenarts en huisarts in Fribourg, Bern en Zürich. In 1955 promoveerde hij. Van 1959 tot 1993 had hij een eigen veeartsen- en dierenartsenpraktijk in Appenzell (van 1974 tot 1978 was hij ook gewoon arts).
Johann Baptist Fritsche was van 1962 tot 1965 lid van de Districtsraad en de Grote Raad van Appenzell Innerrhoden voor de Christendemocratische Volkspartij (CVP). Van 1965 tot 1974 was hij kantonsrechter en van 1965 tot 1975 was hij lid van de Schoolraad (vanaf 1967 voorzitter).
Johann Baptist Fritsche was van 1974 tot 1984 lid van de Standeskommission (regering) van het kanton Appenzell Innerrhoden. Hij beheerde achtereenvolgens de departementen van Volksgezondheid (1974-1978) en van Onderwijs (1976-1984). Onder zijn bewind als directeur van Onderwijs vonden een aantal belangrijke zaken plaats: het kleuteronderwijs werd van een Kerkelijke een kantonsaangelegenheid en hetzelfde gebeurde met de door de Capucijnen geleide middelbare scholen. In 1976 werd het gymnasium van Appenzell gesticht.
Tussen 1974 en 1978 was hij afwisselend Pannerherr (dat wil zeggen plaatsvervangend regeringsleider) en Regierend Landammann (dat wil zeggen regeringsleider) van Appenzell Innerrhoden).
Hij overleed in 2018 op 92-jarige leeftijd.

## Landammann
- 28 april 1974 - 25 april 1976 — Pannerherr
- 25 april 1976 - 30 april 1978 — Landammann
- 30 april 1978 - 26 februari 1980 — Pannerherr
- 26 februari 1980 - 25 april 1982 — Landammann
- 25 april 1982 - 29 april 1984 — Pannerherr